# Battle for Haditha
Battle for Haditha ist ein Antikriegsfilm aus dem Jahre 2007. Regie führte Nick Broomfield. Die Handlung ist an das Massaker von Haditha angelehnt. Namen und Dienstgrade entsprechen nicht den wahren Gegebenheiten.

## Inhalt
Eine Einheit des United States Marine Corps, geführt von Cpl. Ramirez, der ehemalige irakische Soldat Ahmad und der Junge Jafer sowie das irakische Liebespaar Hadid und Rashied bilden die drei ineinander verwobenen Handlungsstränge des Films. Ahmad und Jafer platzieren gegen Geld für Terroristen der al-Qaida eine Sprengfalle in einer Straße neben dem Haus von Rashieds Familie, in dem auch Hadid wohnt. Sie warten verborgen eine Gelegenheit ab, diese zu zünden und gefährden damit auch die in der Nähe wohnende Zivilbevölkerung, die davon erfährt, jedoch aus Angst vor terroristischer Vergeltung schweigt. Der Konvoi von Ramirez nähert sich der Sprengfalle. Kurz bevor die Sprengfalle gezündet wird, signalisieren die Marines einem Taxi, anzuhalten. Ahmad zündet den Sprengsatz, der einen US-Marine tötet. Die Marines liefern sich ein Feuergefecht mit Ahmad und Jafer, die entkommen können. Daran anschließend lässt Ramirez die Insassen des Taxis aussteigen und erschießt sie. Unter seiner Führung stürmen die Marines die Nachbarhäuser und richten ein Massaker unter den Bewohnern an. Rashied wird ebenfalls erschossen, als er zum Haus seiner Familie rennt, um nach Hadid zu sehen. Ramirez hat Schwierigkeiten, das erlebte zu verarbeiten. Zusammen mit drei weiteren Marines muss er sich später für seine Taten verantworten.

## Auszeichnungen
Der Film wurde 2007 auf dem Toronto International Film Festival gezeigt. Auf dem Filmfestival San Sebastián gewann Nick Broomfield eine silberne Muschel für die Regie des Films. Beim Internationalen Filmfest Emden-Norderney 2008 bekam der Film den Bernhard-Wicki-Preis und den DGB-Filmpreis verliehen.

## Kritik
Stand Mai 2008: Auf der Website Rotten Tomatoes, die Kritiken auswertet, hat der Film eine positive Rate von 67 % basierend auf 30 ausgewerteten Kritiken. Metacritic nannte 65 % der Kritiken positiv – basierend auf 12 ausgewerteten.